# Tắc kè hoa châu Âu
Tắc kè hoa châu Âu, con gọi là Tắc kè hoa Địa Trung Hải, tên khoa học Chamaeleo chamaeleonis, là một loài tắc kè hoa châu Âu.
Loài này có thân dài từ 20–40 cm, con cái lớn hơn con đực. Chúng có thể thay đổi màu sa theo nhiệt độ và ánh sáng và biểu lộ cảm xúc của nó.

## Phân loài
Có 4 phân loài:
- Chamaeleo chamaeleon chamaeleon
- Chamaeleo chamaeleon musae
- Chamaeleo chamaeleon orientalis
- Chamaeleo chamaeleon rectricrista

## Phân bố
Tại châu Âu: Nam bộ Hy Lạp (các đảo Aegea, Crete, Chios, Samos), Malta, phía Nam Bồ Đào Nha, phía Nam Tây Ban Nha, Cộng hòa Síp. Tại Bắc Phi và Trung Đông: Maroc, Algérie, Tunisia, Libya, Ai Cập, Israel, Palestine, Jordan, Tây Sahara, Ả Rập Xê Út, Yemen, Liban, Syria, Iraq, Iran.

## Hình ảnh

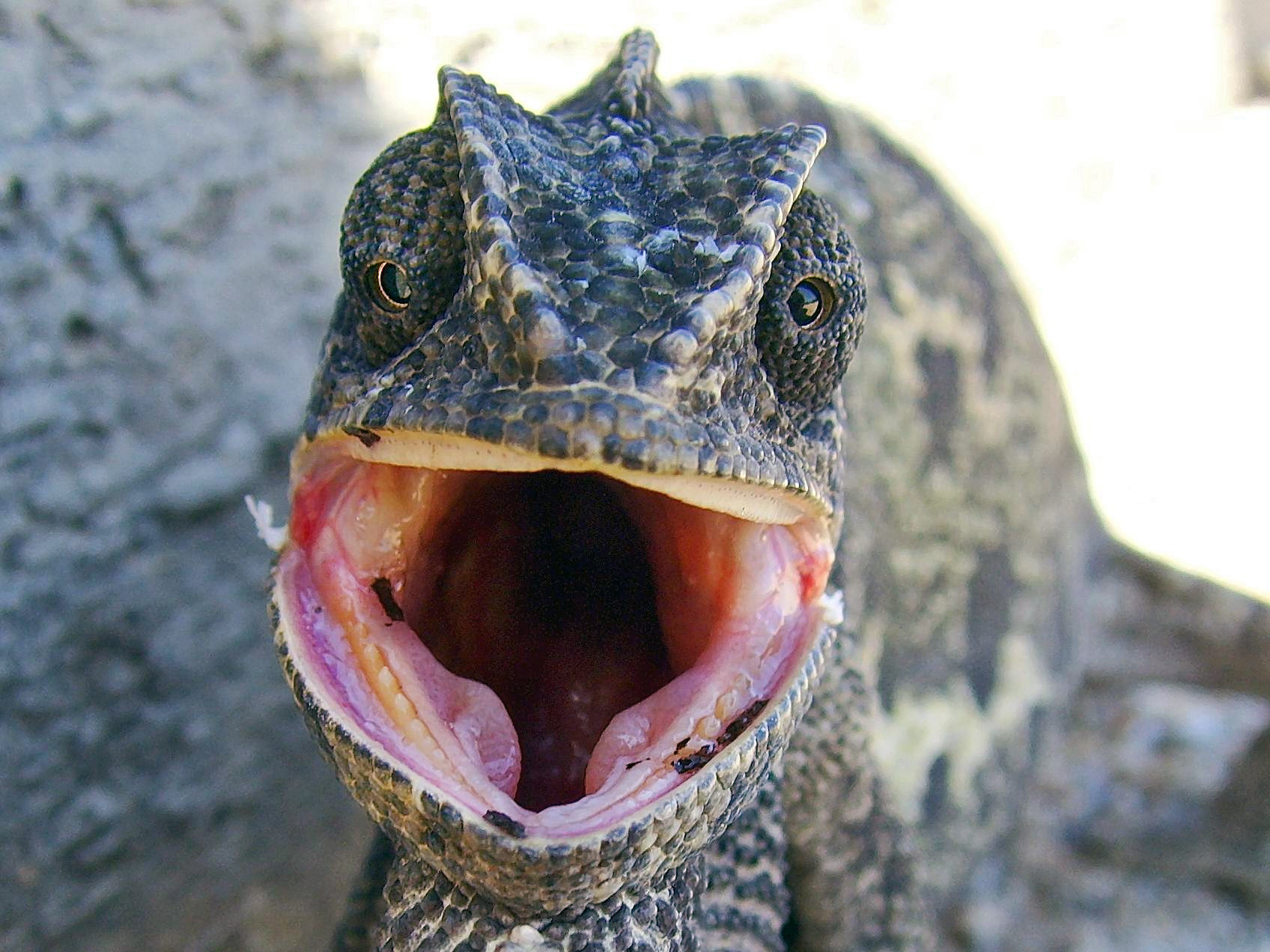
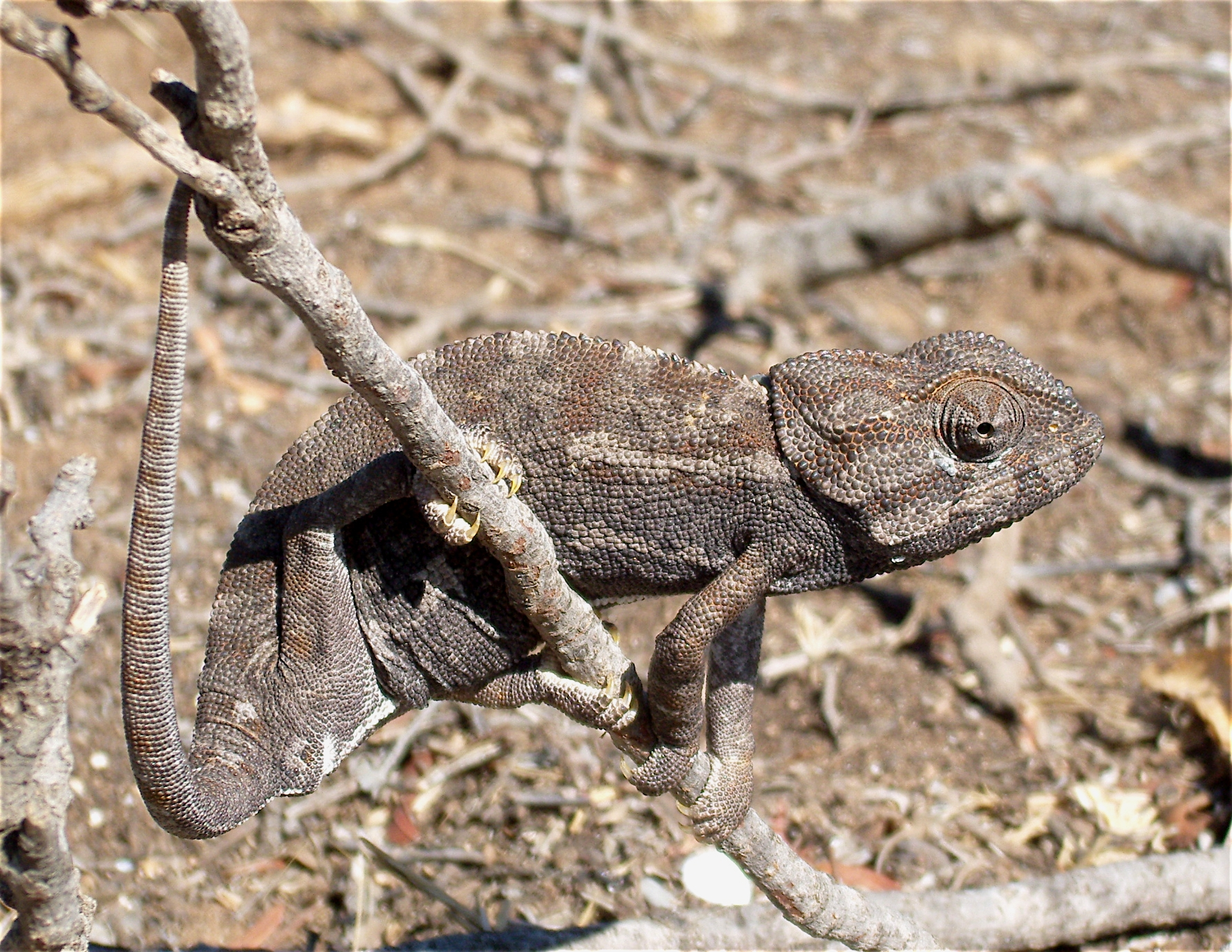
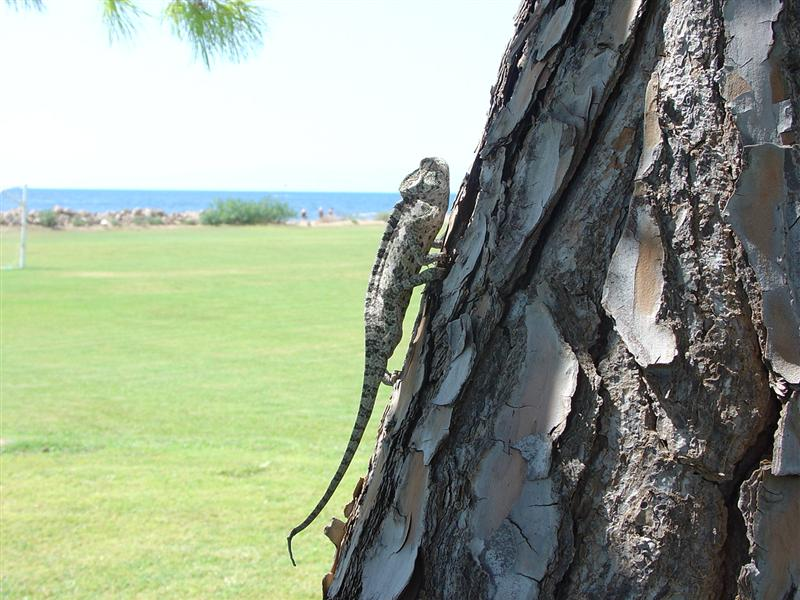
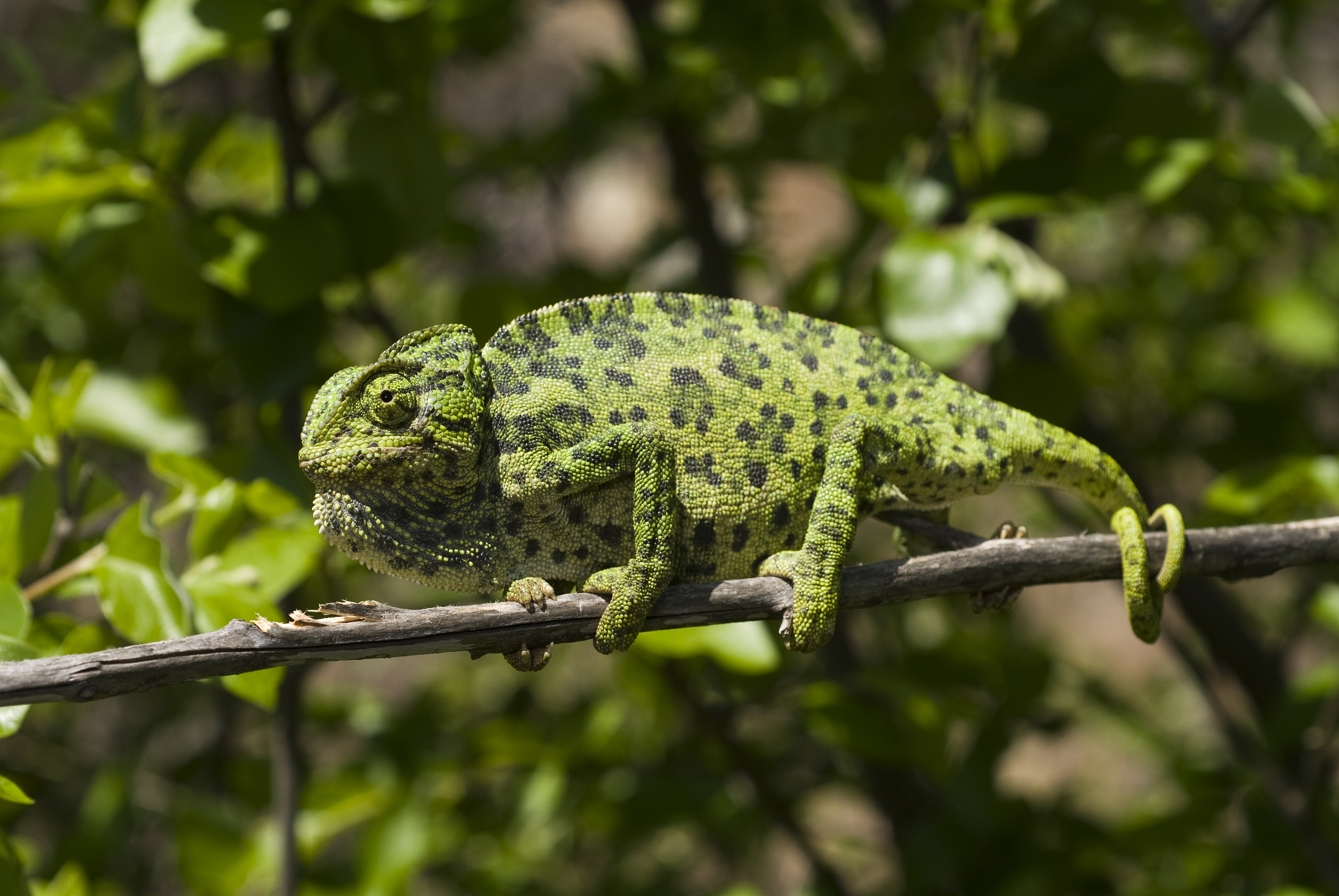